# Agogo Records

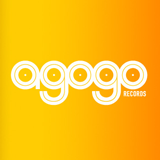
Logo van Agogo Records

Agogo Records is een onafhankelijk Duits platenlabel, waarop jazz, soul, Latin en wereldmuziek uitkomt. Het werd in 2006 door Mark "Foh" Wetzler en Ralf Droesemeyer van het duo Mo' Horizons, en Ralf Zirzmann opgericht. Het label is gevestigd in Hannover.
Op het label is werk uitgekomen van onder meer Mo' Horizons, Una Mas Trio, Hidden Jazz Quartet, The Undercover Hippy, DJ Farrapo y Yanez, Fab Samperi, Bukky Leo & Black Egypt, The SoulSession, Da Lata en The Juju Orchestra.